# Panzermine 60
Die Panzermine 60 (Pz Mi 60) war eine Panzerabwehrmine der Schweizer Armee.
Sie wurde von der Poudreries réunies de Belgique unter der Bezeichnung PRB M3 hergestellt und 1960 eingeführt. Sie war bis 2001 im Bestand der Armee.
Die nichtmetallische Mine mit den Abmessungen 23 cm × 23 cm hatte einen Druckzünder mit 300 kg Auslösedruck und enthielt 6,25 kg Trialen-105-Sprengstoff, womit Ketten von Panzerfahrzeugen zerstört werden konnten. Sie konnte als Minenschnellsperre direkt auf den Boden gelegt oder eingegraben werden. Die Mine trug die Munitions-Kennnummer 591-3864.